# 북당진-고덕 HVDC
북당진-고덕 HVDC는 당진시에서 고덕국제신도시를 잇는 초고압직류송전선이며 삼성전자 사업장 등에 전력을 공급하는 역할을 맡는다. 한국사 최초로 육지간에 초고압직류송전선을 개통했다는 의미가 있다.

## 같이 보기
- 동해안-신가평 HVDC